# 4762 Dobrynya
4762 Dobrynya è un asteroide della fascia principale. Scoperto nel 1982, presenta un'orbita caratterizzata da un semiasse maggiore pari a 2,3580384 UA e da un'eccentricità di 0,2011116, inclinata di 6,91386° rispetto all'eclittica.